# Ito Yoshiki
Yoshiki Ito (sinh ngày 1 tháng 11 năm 1978) là một cầu thủ bóng đá người Nhật Bản.

## Sự nghiệp câu lạc bộ
Yoshiki Ito đã từng chơi cho Kyoto Purple Sanga và Oita Trinita.